# François Broussais

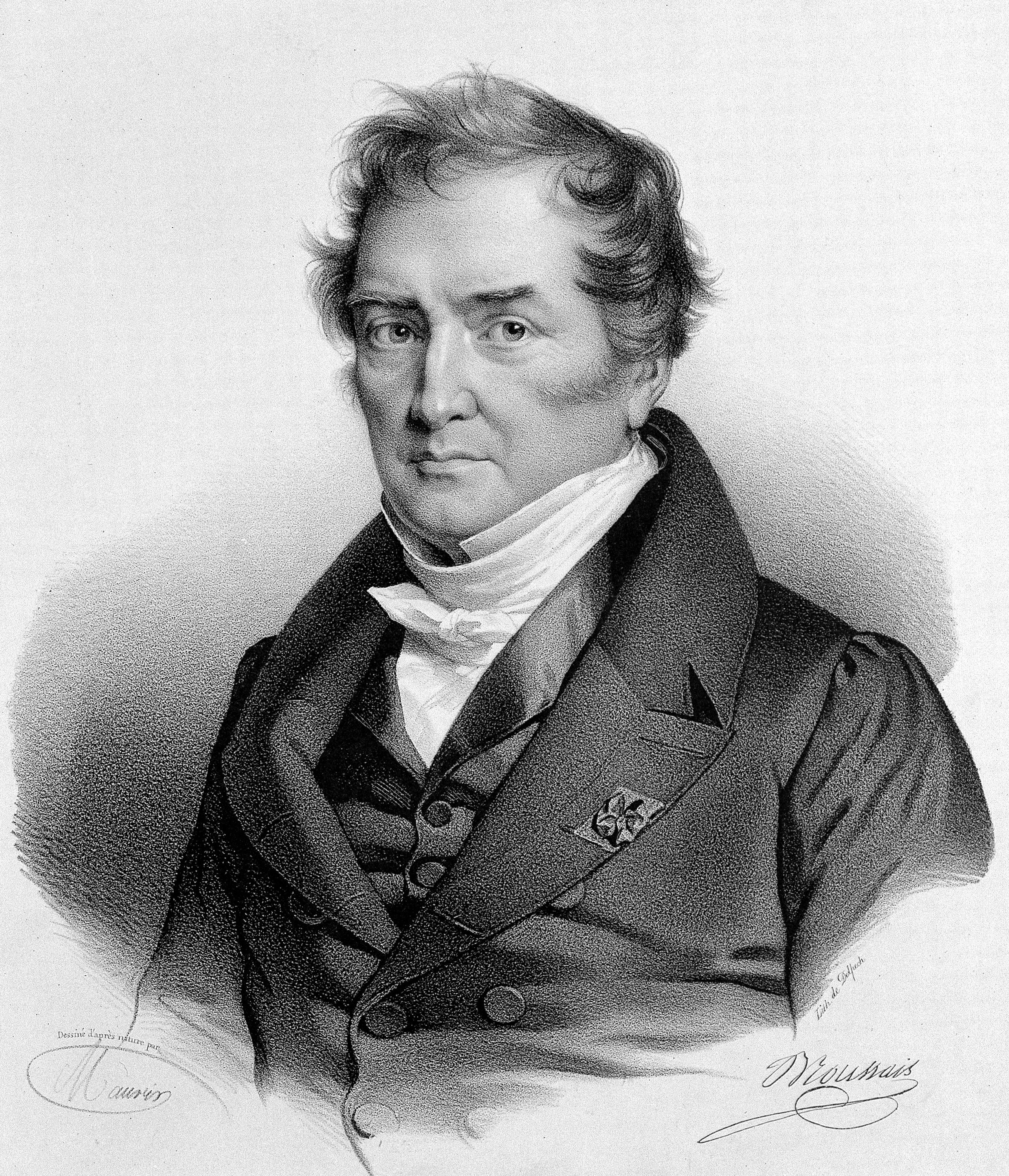
François-Joseph-Victor Broussais (1772-1838).

François-Joseph-Victor Broussais (ur. 17 grudnia 1772 w Saint-Malo, zm. 17 listopada 1838 w Vitry-sur-Seine) – francuski lekarz, profesor patologii ogólnej (od 1831), twórca teorii "podrażnienia" (brusseizmu), stanowiącego jego zdaniem przyczynę wszelkich chorób.
Zapalenie uważał za pierwszy i dominujący czynnik w patologii. Twierdził, że wszystkie choroby są zapaleniami bądź podrażnieniami układu żołądkowo-jelitowego, a ich przenoszenie do kolejnych narządów odbywa się drogą układu nerwowego (tzw. drogą współczulną) lub innymi mechanizmami. Za źródło wszelkiej patologii uważał żołądek, którego błona śluzowa jest wyjątkowo podatna na zapalenie. Zdaniem Broussaisa istnieje tylko jedna podstawowa choroba: nieżyt żołądka i jelit. Wkrótce po opublikowaniu L'Examen des doctrines médicales (1816) koncepcja Broussaisa stała się najpopularniejszym podejściem leczniczym w okolicach Paryża.
Leczenie według Broussaisa miało polegać na działaniu przeciwzapalnym, osiąganym poprzez upuszczanie krwi (najczęściej za pomocą pijawek) oraz na stosowaniu ścisłej diety (głodówki). Pod wpływem nauki Broussaisa upuszczano krew wszystkim, przy każdej sposobności i w tak olbrzymich ilościach, że wkrótce metodzie Broussaisa nadano miano wampiryzmu.
Jego metody lecznicze zakwestionowano, gdy ich stosowanie w leczeniu ofiar epidemii cholery w Paryżu przyniosło katastrofalne skutki.

## Prace
- Histoire des phlegmasies chroniques, 1808
- Examen de la doctrine médicale généralement adoptée, 1816
- Traité de physiologie appliquée à la pathologie, 1822.
- Traité de physiologie pathologique, 1825.
- Traité sur l'irritation et sur la folie, 1828.
- L'association du physique et du moral, 1834.